# Pogostemon williamsii
Pogostemon williamsii là một loài thực vật có hoa trong họ Hoa môi. Loài này được Elmer miêu tả khoa học đầu tiên năm 1934.